# 呂據
呂據(？—256年11月12日)，字世議，三國時東吳將領，大司馬呂範次子。娶宗室孙奂之女。

## 生平

### 背景
呂據因為父親職位而為郎，呂範病重時拜副軍校尉，輔佐統領軍事。呂範死後繼嗣宛陵侯爵位，遷任安軍中郎將。

### 屢立戰功
呂據曾經多次討伐山越，每次都擊破對手。吳大帝黃龍三年（231年），隨太常潘濬討伐五谿，又有功。
赤烏四年（241年），車騎將軍朱然攻樊城時，呂據與朱異攻破城外圍，回軍後拜偏將軍，入補馬閑右都督，又遷任越騎校尉。
太元元年（251年），有一次強風，令長江江水倒灌，淹浸城門，呂據下令準備大船防備災害，被孫權派出的使者看見並報告。孫權嘉獎呂據，拜他為盪魏將軍。
吕据在二宫之争中支持鲁王孙霸夺嫡，遭到史学家裴松之的非议，认为这足可抹杀他的政绩。
孫權病危時，以呂據為太子右都督。孫亮繼位後，拜右將軍。建興元年（252年），曹魏出兵攻打東興，呂據領軍抵抗又有功。次年（253年），孫峻殺死諸葛恪專政，呂據獲遷任驃騎將軍，平西宮事。
五鳳二年（255年），假節，與孫峻等攻擊曹魏方面正值叛亂的壽春，失敗撤軍，中途遇到魏將曹珍，在高亭破之。

### 自殺
太平元年（256年），呂據領軍攻打曹魏，還未到淮河就聽到孫峻逝世的消息，堂弟孫綝取代他的位置專政。呂據聽後立刻領兵歸國，意圖推翻孫綝。孫綝知道後，派文欽、劉纂、唐咨等人捉拿呂據；又派堂兄孫憲守江都。呂據身邊士兵見失敗在即，都勸呂據投降曹魏，但呂據不願，說：「恥為叛臣」，於是自殺，後來被誅滅三族。

## 延伸阅读
[在维基数据编辑]
 《三國志·卷56》，出自陳壽《三國志》